# Navadna žveplenjača
Navadna žveplenjača (znanstveno ime Hypholoma fasciculare) je gliva iz rodu žveplenjač (Hypholoma).

## Značilnosti
Klobuk je širok od 2 do 7 cm. Najprej je zvonaste oblike, nato se razširi in splošči. Je žvepleno rumene do zelenkaste barve. V sredini je lahko temno okre, rumeno oranžne ali rjasto rjave barve. Na robu so pogosto vidni ostanki ovoja v obliki krpic.
Lističi so gosti, ravni in prirasli na bet. V mladosti so žvepleno rumeni z zelenkastim nadihom, kasneje postanejo olivno rjavi do temno rjavi.
Bet je visok od 2 do 8 cm in širok od 0,4 do 2 cm. Je žvepleno rumene barve, ki proti dnišču prehaja v rjavo. Je gladek in votel, v mladosti se na njemu včasih lahko opazi slabo izraženo območje obročka s črnikastimi nitastimi ostanki zastirala.
Ima neprijeten vonj in zelo grenak okus.

## Razširjenost in življenjski prostor
Raste od pomladi do zime v gostih šopih kot gniloživka na štorih in lesnih ostankih listavcev in iglavcev.

## Mikroskopske značilnosti
Trosni odtis je vijoličasto rjav. Trosi so eliptični, gladki in merijo 6–8 x 4–5 μm.

## Podobne vrste
- sivolistna žveplenjača (Hypholoma capnoides) ima sive lističe brez sledov rumene in zelene, ter je prijetnega okusa.
- opečna žveplenjača (Hypholoma lateritium) ima opečnato rdeč klobuk in je večja ter bolj polkrožne oblike.
- mala štorovka (Kuehneromyces mutabilis) katere klobuk in lističi niso žvepleno rumene barve.

## Uporabnost
Strupena. Toksičnost navadnih žveplenjač je bila vsaj delno pripisana toksičnim steroidom fascikulol E in fascikulol F. Pri ljudeh se lahko od 5 do 10 ur po zaužitju pojavijo driska, slabost, bruhanje, proteinurija in kolaps. Zabeleženi so tudi primeri ohromelosti in motenj vida. Simptomi običajno izginejo v nekaj dneh.
Raziskava slovenskih znanstvenikov je odkrila, da deluje ekstrakt iz navadnje žveplenjače kot antikoagulant.

## Galerija slik
- Skupina mladih gob
- Lističi in bet
- Trosni odtis